# Gerson Santos da Silva
Gerson Santos da Silva (Belford Roxo, 20 mei 1997) – alias Gerson – is een Braziliaans voetballer die doorgaans als offensieve middenvelder speelt. Hij tekende in december 2022 een contract tot eind 2027 bij Flamengo, dat hem overnam van Olympique Marseille.

## Clubcarrière

### Fluminense
Gerson, geboren in Belford Roxo in de Braziliaanse staat Rio de Janeiro, beëindigde zijn opleiding bij Fluminense. Op 28 augustus 2014 promoveerde hij naar de hoofdmacht en werd hij opgenomen in de 22-koppige selectie van de club voor de CONMEBOL Sudamericana van dat jaar.
Op 12 november 2014 tekende Gerson een nieuw vijfjarig contract bij de club. Hij werd vervolgens het hele jaar door in verband gebracht met FC Barcelona, Atlético Madrid en Juventus, maar daar kwam niets van terecht.
Gerson maakte zijn eerste debuut op 22 februari 2015 en kwam als invaller in de tweede helft in een 0–1 thuisnederlaag tegen Vasco da Gama voor het Campeonato Carioca. Hij scoorde zijn eerste doelpunt voor de club op 8 maart 2022, waarmee hij het tweede doelpunt van zijn team opleverde in een 3–1 thuisoverwinning tegen Botafogo. Hij speelde tijdens het toernooi twaalf wedstrijden en scoorde vier doelpunten. Gerson maakte zijn Campeonato Brasileiro Série A-debuut op 9 mei 2015, te beginnen met een 1–0 thuisoverwinning tegen Joinville.

### AS Roma
Nadat hij in de winter van seizoen 2015/16 aan verschillende Europese topclubs was gelinkt, bezegelde Gerson op 4 januari een overstap naar AS Roma voor ongeveer 15 miljoen euro. Op 27 november 2016  speelde Gerson zijn eerste wedstrijd met AS Roma tegen Pescara.

### Verhuur aan Fiorentina
Op 20 juli 2018 vertrok Gerson op huurbasis naar Fiorentina tot 30 juni 2019.

### Flamengo
Op 12 juli 2019 tekende Gerson bij de Braziliaanse club Flamengo tot en met 2023. De transfersom van 11,8 miljoen euro maakte van Gerson destijds de duurste Braziliaanse speler die ooit door een Braziliaanse club was betaald.
Aan het begin van het seizoen 2021 won Gerson de Supercopa do Brasil 2021, de Campeonato Carioca 2021 en hielp Flamengo zich te kwalificeren voor de achtste finales van de CONMEBOL Libertadores 2021, voordat hij naar Olympique de Marseille vertrok, voorafgaand aan het Europese seizoen van 2021/22.

### Olympique Marseille
Op 9 juni 2021 maakte Olympique Marseille bekend een principeakkoord te hebben bereikt met Flamengo voor de overname van Gerson. Na een succesvolle medische keuring tekende hij een vijfjarig contract bij de club en kreeg hij op 1 juli het nummer 8-shirt.

### Terugkeer naar Flamengo
Op 31 december 2022 kondigde Flamengo de terugkeer van Gerson aan en betaalde ongeveer 15 miljoen euro aan Olympique Marseille.

## Clubstatistieken
| Seizoen     | Club         | Competitie  | Competitie | Competitie | Beker | Beker | Internationaal | Internationaal | Totaal | Totaal |
| Seizoen     | Club         | Competitie  | Wed.       | Dlp.       | Wed.  | Dlp.  | Wed.           | Dlp.           | Wed.   | Dlp.   |
| ----------- | ------------ | ----------- | ---------- | ---------- | ----- | ----- | -------------- | -------------- | ------ | ------ |
| 2015        | Fluminense   | Série A     | 29         | 1          | 4     | 0     | —              | —              | 33     | 1      |
| 2016        | Fluminense   | Série A     | 2          | 0          | 3     | 1     | —              | —              | 5      | 1      |
| Club totaal | Club totaal  | Club totaal | 31         | 1          | 7     | 1     | 0              | 0              | 38     | 2      |
| 2016/17     | AS Roma      | Serie A     | 4          | 0          | 0     | 0     | 7              | 0              | 11     | 0      |
| 2017/18     | AS Roma      | Serie A     | 24         | 2          | 1     | 0     | 6              | 0              | 31     | 2      |
| Club totaal | Club totaal  | Club totaal | 28         | 2          | 1     | 0     | 13             | 0              | 42     | 2      |
| 2018/19     | → Fiorentina | Serie A     | 36         | 3          | 4     | 0     | —              | —              | 40     | 3      |
| Club totaal | Club totaal  | Club totaal | 36         | 3          | 4     | 0     | 0              | 0              | 40     | 3      |
| 2019        | Flamengo     | Série A     | 0          | 0          | 0     | 0     | 0              | 0              | 0      | 0      |
| Club totaal | Club totaal  | Club totaal | 0          | 0          | 0     | 0     | 0              | 0              | 0      | 0      |

Bijgewerkt t/m 13 juli 2019

## Interlandcarrière
In november 2014 werd Gerson opgeroepen voor het Zuid-Amerikaans kampioenschap voor spelers onder 20 jaar. Op 15 januari 2015 debuteerde hij voor Brazilië –20 op het toernooi tegen Chili –20.

## Erelijst
Fluminense
- Primeira Liga: 2016

 Flamengo
- CONMEBOL Libertadores: 2019
- CONMEBOL Recopa: 2020
- Campeonato Brasileiro Série A: 2019, 2020
- Supercopa do Brasil: 2020, 2021
- Campeonato Carioca: 2020, 2021

Individueel
- Campeonato Brasileiro Série A Team van het Jaar: 2019
- Bola de Prata: 2019
- Campeonato Carioca Team van het Jaar: 2020